# Miss Francia 2020
Miss Francia 2020 fue la 90.ª edición del concurso Miss Francia, llevada a cabo el 14 de diciembre de 2019 en Le Dôme de Marseille en Marsella. Vaimalama Chaves de Tahití coronó a su sucesora Clémence Botino de Guadalupe al final del evento. Representó a Francia en Miss Universo 2021, ubicándose en el Top 10. La competencia fue organizada por Jean-Pierre Foucault, Sylvie Tellier y Miss Francia 2019 Vaimalama Chaves, con actuaciones de Robbie Williams y Chaves. La futbolista Amandine Henry se desempeñó como presidenta del jurado.

## Antecedentes
El 11 de abril de 2019, la Organización Miss Francia confirmó que la edición 2020 del concurso Miss Francia se llevará a cabo el 14 de diciembre de 2019 en Le Dôme en Marsella. Mientras que las colectividades de ultramar de San Martín-San Bartolomé y San Pedro y Miquelón suelen alternar apariciones en Miss Francia cada año, San Pedro y Miquelón retiró su participación por falta de candidatas locales; San Martín-San Bartolomé fueron invitados en su lugar, lo que les permitió competir dos veces seguidas. Para el viaje al exterior de esta edición, las candidatas viajaron a Tahití en la Polinesia Francesa, donde participaron de diversos eventos, hasta regresar a Marsella para comenzar los ensayos.

## Resultados
| Posiciones        | Candidata |
| ----------------- | --- |
| Miss Francia 2020 | - Guadalupe - Clémence Botino |
| Primera finalista | - Provenza - Lou Ruat |
| Segunda finalista | - Tahití - Matahari Bousquet |
| Tercera finalista | - Borgoña - Sophie Diry |
| Cuarta finalista  | - Costa Azul - Manelle Souahlia |
| Top 15            | - Normandía - Marine Clautour (Quinta finalista) - Países del Loira – Yvana Cartaud (Sexta finalista) - Alsacia - Laura Theodori - Aquitania - Justine Delmas - Centro-Valle del Loira - Jade Simon-Abadie - Isla de Francia - Evelyne de Larichaudy - Picardía - Morgane Fradon - Poitou-Charentes - Andréa Galland - Reunión - Marie-Morgane Lebon - San Martín y San Bartolomé - Layla Berry |

### Premios especiales
| Premio                         | Candidata                                  |
| ------------------------------ | ------------------------------------------ |
| Premio de Conocimiento General | - Guadalupe - Clémence Botino (17.5/20)    |
| Premio a la Elegancia          | - Lorena - Ilona Robelin                   |
| Mejor en Traje Regional        | - Países del Loira - Yvana Cartaud         |
| Mejor en Traje de Baño         | - Ródano-Alpes - Chloé Prost               |
| Miss Fotogénica                | - Norte-Paso de Calais - Florentine Somers |
| Miss Simpatía                  | - Limosín - Alison Salapic                 |
| Miss Buenos Modales            | - Córcega - Alixia Cauro                   |
| Premio a la Pasarela           | - Alsacia - Laura Theodori                 |

### Puntuación

#### Preliminares
Un jurado compuesto por socios (internos y externos) del Comité Miss Francia seleccionó a quince candidatas durante una entrevista que tuvo lugar el 11 de diciembre para avanzar a las semifinales. Esta fue la primera vez que la cantidad de semifinalistas aumentó de doce a quince.

#### Top quince
En el top quince, una votación dividida 50/50 entre el jurado oficial y el público votante seleccionó a cinco candidatas para avanzar al top cinco. Cada candidata recibió una puntuación general de 1 a 15 del jurado y el público, y las cinco candidatas con las puntuaciones combinadas más altas avanzaron al top cinco. Las chicas con la sexta y séptima puntuación combinada más alta fueron luego designadas como las finalistas quinta y sexta, respectivamente, a pesar de no avanzar en la competencia.
| Candidata                  | Público | Jurado | Total |
| -------------------------- | ------- | ------ | ----- |
| Provenza                   | 14      | 15     | 29    |
| Borgoña                    | 11      | 15     | 26    |
| Guadalupe                  | 15      | 8      | 23    |
| Costa Azul                 | 5       | 15     | 20    |
| Tahití                     | 13      | 7      | 20    |
| Normandía                  | 7       | 12     | 19    |
| Países del Loira           | 12      | 7      | 19    |
| Alsacia                    | 6       | 11     | 17    |
| Picardía                   | 10      | 7      | 17    |
| Poitou-Charentes           | 9       | 7      | 16    |
| San Martín y San Bartolomé | 4       | 11     | 15    |
| Reunión                    | 8       | 7      | 15    |
| Isla de Francia            | 2       | 11     | 13    |
| Aquitania                  | 3       | 7      | 10    |
| Centro-Valle del Loira     | 1       | 7      | 8     |

#### Top cinco
En el top cinco, la votación pública determinó qué candidata es declarada Miss Francia.
| Candidata  | Resultados |
| ---------- | ---------- |
| Guadalupe  | 31,95%     |
| Provenza   | 30,66%     |
| Tahití     | 15,87%     |
| Borgoña    | 15,64%     |
| Costa Azul | 5,88%      |

## Concurso

### Formato
El 19 de septiembre de 2019, se anunció que el tema de la competencia de 2020 sería «La gira mundial de las misses», con rondas de competencia inspiradas en destinos internacionales. La noche de la final contó con la actuación del cantante británico Robbie Williams, por lo que es la segunda vez que se presenta en Miss Francia después de hacerlo en la competencia de 2010. Las treinta candidatas se dividieron inicialmente en tres grupos de diez, y cada grupo participó en una ronda de presentación inicial. Las tres rondas de presentación tuvieron como tema los viajes a Reino Unido y Cool Britannia, Rusia, y España y toreros, respectivamente. Posteriormente, las treinta concursantes compitieron en la ronda de trajes de baño de una pieza, inspirada en un viaje a los Estados Unidos y el Viejo Oeste, seguida de una ronda de vestidos de noche con el tema de un viaje a Japón. Después de esto, se anunció el top quince. Después de la selección del top quince, las semifinalistas compitieron en una ronda de trajes de baño de dos piezas con el tema de su viaje al extranjero a la Polinesia Francesa, con la aparición especial de Miss Francia 2019 Vaimalama Chaves. Después de la ronda de trajes de baño de dos piezas, se anunció el top cinco. El top cinco luego compitió en una ronda de presentación de moda, con el tema de un viaje a África.

### Jueces
- Amandine Henry (presidenta del jurado) - futbolista[11]
- Laëtitia Milot - actriz[11]
- Christophe Michalak - pastelero, autor y presentador de televisión[11]
- Slimane Nebchi - cantante[11]
- Vitaa - cantante[11]
- Mareva Galanter - cantante, actriz y Miss Francia 1999[11] de Tahití
- Denis Brogniart - presentador de televisión y periodista[11]

## Candidatas
30 candidatas compitieron por el título.
| Región                     | Candidata             | Edad | Altura          | Ciudad natal          | Posición          |
| -------------------------- | --------------------- | ---- | --------------- | --------------------- | ----------------- |
| Alsacia                    | Laura Theodori        | 23   | 5′ 8″ (1,73 m)  | Estrasburgo           | Top 15            |
| Aquitania                  | Justine Delmas        | 21   | 5′ 10″ (1,78 m) | Saint-Sauveur         | Top 15            |
| Auvernia                   | Meïssa Ameur          | 21   | 6′ 1″ (1,85 m)  | Clermont-Ferrand      |                   |
| Borgoña                    | Sophie Diry           | 21   | 5′ 10″ (1,78 m) | Saint-Agnan           | Tercera finalista |
| Bretaña                    | Romane Edern          | 24   | 5′ 9″ (1,75 m)  | Cléder                |                   |
| Centro-Valle del Loira     | Jade Simon-Abadie     | 22   | 5′ 8″ (1,73 m)  | Neuillé-le-Lierre     | Top 15            |
| Champaña-Ardenas           | Lucille Moine         | 18   | 5′ 8″ (1,73 m)  | Charleville-Mézières  |                   |
| Córcega                    | Alixia Cauro          | 20   | 5′ 10″ (1,78 m) | Giglio                |                   |
| Costa Azul                 | Manelle Souahlia      | 19   | 5′ 7″ (1,7 m)   | Niza                  | Cuarta finalista  |
| Franco Condado             | Solène Bernardin      | 23   | 5′ 10″ (1,78 m) | Granges-la-Ville      |                   |
| Guadalupe                  | Clémence Botino       | 22   | 5′ 9″ (1,75 m)  | Le Gosier             | Miss Francia 2020 |
| Guayana Francesa           | Dariana Abé           | 21   | 5′ 9″ (1,75 m)  | Apatou                |                   |
| Isla de Francia            | Evelyne de Larichaudy | 23   | 5′ 8″ (1,73 m)  | Montrouge             | Top 15            |
| Languedoc-Rosellón         | Lucie Caussanel       | 18   | 5′ 11″ (1,8 m)  | Montblanc             |                   |
| Limosín                    | Alison Salapic        | 22   | 5′ 7″ (1,71 m)  | Saint-Vaury           |                   |
| Lorena                     | Ilona Robelin         | 18   | 5′ 11″ (1,8 m)  | Montenoy              |                   |
| Martinica                  | Ambre Bozza           | 21   | 5′ 9″ (1,77 m)  | Sainte-Luce           |                   |
| Mayotte                    | Eva Labourdère        | 20   | 5′ 9″ (1,75 m)  | Mtsapere              |                   |
| Mediodía-Pirineos          | Andréa Magalhães      | 21   | 5′ 8″ (1,73 m)  | Viozan                |                   |
| Normandía                  | Marine Clautour       | 21   | 5′ 8″ (1,73 m)  | Amfreville-la-Mi-Voie | Top 15            |
| Norte-Paso de Calais       | Florentine Somers     | 19   | 5′ 10″ (1,79 m) | Loon-Plage            |                   |
| Nueva Caledonia            | Anaïs Toven           | 18   | 5′ 7″ (1,7 m)   | Numea                 |                   |
| Países del Loira           | Yvana Cartaud         | 18   | 5′ 9″ (1,75 m)  | Beaufou               | Top 15            |
| Picardía                   | Morgane Fradon        | 20   | 5′ 9″ (1,75 m)  | Cires-lès-Mello       | Top 15            |
| Poitou-Charentes           | Andréa Galland        | 20   | 5′ 8″ (1,73 m)  | Niort                 | Top 15            |
| Provenza                   | Lou Ruat              | 19   | 5′ 7″ (1,7 m)   | Aix-en-Provence       | Primera finalista |
| Reunión                    | Marie-Morgane Lebon   | 20   | 5′ 10″ (1,78 m) | Saint-Joseph          | Top 15            |
| Ródano-Alpes               | Chloé Prost           | 20   | 5′ 10″ (1,78 m) | Légny                 |                   |
| San Martín y San Bartolomé | Layla Berry           | 20   | 5′ 9″ (1,75 m)  | Grande Saline         | Top 15            |
| Tahití                     | Matahari Bousquet     | 23   | 5′ 9″ (1,77 m)  | Moorea-Maiao          | Segunda finalista |